# Phyllopertha fasciolata
Phyllopertha fasciolata är en skalbaggsart som beskrevs av Ohaus 1925. Phyllopertha fasciolata ingår i släktet Phyllopertha och familjen Rutelidae. Inga underarter finns listade i Catalogue of Life.